# Chiesa di San Pietro Apostolo (Chianocco)
La chiesa di San Pietro Apostolo è la parrocchiale di Chianocco, in città metropolitana di Torino e diocesi di Susa; fa parte della vicaria di Bussoleno.

## Storia
L'originaria chiesa di San Pietro Apostolo esisteva già nell'XI secolo, essendo citata sia nell'atto di fondazione dell'abbazia di San Giusto di Susa, datato 1029, sia in un documento relativo a una donazione effettuata nel 1065 in favore della prevostura di San Lorenzo di Oulx da parte del vescovo di Torino Cuniberto.
Pochi decenni dopo, nel 1083, il luogo di culto passò alle dipendenze della pieve di Santa Maria di Susa su disposizione della contessa Adelaide di Susa.
L'edificio fu rovinato nel XVII secolo da una piena del rio Prebec, che lo ridusse a un cumulo di macerio e che risparmiò solo il campanile.
La parrocchialità venne allora traslata nella cappella del castello, la quale fu interessata tra il 1699 e il 1708 da un intervento di rifacimento e di ampliamento.
Nel 1736 il luogo di culto venne dotato di un nuovo altare laterale dedicato alla Madonna del Rosario. 
Nel corso del Novecento l'edificio fu oggetto di vari restauri condotti a più riprese a partire dal 1936.
Nella seconda metà degli anni sessanta la chiesa venne adeguata alle adeguamento liturgico secondo le usanze postconciliari mediante la modifica delle balaustre del presbiterio e la sostituzione dell'antico altare maggiore con la nuova mensa eucaristica rivolta verso l'assemblea.

## Descrizione

### Esterno
La facciata della chiesa, che volge a mezzogiorno, è suddivisa da una cornice marcapiano in due registri, entrambi scanditi da quattro lesene: quello inferiore presenta centralmente il portale d'ingresso e ai lati due nicchie vuote, mentre quello superiore è caratterizzato da una finestra e da due affreschi ed è coronato dal timpano di forma triangolare.
Annesso alla parrocchiale è il campanile a base quadrata, la cui cella presenta su ogni lato una monofora ed è coronata dal tamburo sorreggente il coronamento sormontato da una croce metallica.

### Interno
L'interno dell'edificio si compone di un'unica navata, sulla quale si affacciano le cappelle laterali, introdotte da ampi archi a tutto sesto, e le cui pareti sono scandite da lesene sorreggenti la trabeazione modanata e aggettante sopra la quale si imposta la volta a botte ribassata; al termine dell'aula si sviluppa il presbiterio, rialzato di alcuni gradini e chiuso dall'abside poligonale.